# Il mago di Oz (film 1982)
Il mago di Oz (オズの魔法使い?, Ozu no mahōtsukai) è un film d'animazione del 1982 diretto da Fumihiko Takayama. 
Pellicola giapponese prodotta dalla Toho e realizzata dallo studio Artmic in collaborazione con Topcraft, trasposizione del romanzo Il meraviglioso mago di Oz del 1900, dello scrittore statunitense Lyman Frank Baum.

## Trama
La piccola Dorothy e il suo cagnolino Toto vivono con lo zio Henry e la zia Em nella loro fattoria nel Kansas. Un giorno in cui gli zii sono assenti, un ciclone getta per aria la loro casetta. Dorothy e Toto finiscono quindi proiettati nel magico regno di Oz, dove vengono accolti dalla buona Strega del Nord e da alcuni nanetti. La strega spiega alla bambina che la sua casa è piombata addosso alla crudele Strega dell'Est, liberando quindi il popolo dell'Est dalla sua tirannia. Offre quindi in dono a Dorothy le scarpette magiche che la strega portava poco prima di morire, ma la ragazza vorrebbe solamente tornare a casa. Dopo aver consultato la sua lavagna magica, la strega indirizza Dorothy dal grande Mago della Città di Smeraldo, sperando che possa esaudire il suo desiderio. Prima di lasciarla le consiglia di non lasciare mai la strada di mattoni gialli e le lascia il suo marchio benefico, dandole un bacio in fronte. La bambina e il suo cane si mettono in viaggio. 
Durante il tragitto incontrano nell'ordine: uno spaventapasseri senza cervello, un uomo di latta arrugginito che desidererebbe un cuore e un leone codardo. Dorothy accetta di accompagnare i tre dal mago affinché possa risolvere anche i loro problemi. A metà strada affronteranno un Kalidah, un incrocio tra una tigre e un orso, ma riusciranno ad avere la meglio facendolo finire in un crepaccio. Dopo aver attraversato un fiume in zattera, i quattro arrivano infine al castello del mago, che li convoca separatamente. Egli si presenta prima a Dorothy sotto forma di una grossa testa parlante, poi allo spaventapasseri nelle vesti di una bella signora alata, all'uomo di latta nei panni di un mostro simile ad un rinoceronte, mentre al leone codardo come una palla di fuoco. Accetta di esaudire le richieste di ciascuno, ma a patto che sconfiggano la Malvagia strega dell'Ovest. 
Il gruppo si dirige quindi verso Ovest, dove la strega è già venuta a conoscenza del loro arrivo, grazie alla sua sfera di cristallo. La strega tenta di fermarli mandando loro contro un branco di lupi, che vengono però prontamente sconfitti dall'uomo di latta. La vecchia manda allora uno stormo di corvi che prendono la forma di un mostruoso corvo gigante, ma vengono questa volta salvati dall'astuzia dello spaventapasseri. La strega manda infine il suo esercito di scimmie alate, che riesce ad imprigionare il gruppo, senza però fare del male a Dorothy, essendo protetta dal marchio della Strega del Nord. La strega tenta di rubare le scarpette magiche a Dorothy, che durante uno scontro getta addosso alla vecchia una brocca d'acqua, suo unico punto debole, che la fa rimpicciolire e scomparire per sempre. 
La gente dell'Ovest è finalmente libera dalla schiavitù della strega e il gruppo di amici fa quindi ritorno in città. Qui scoprono che il mago era in realtà un impostore; l'uomo spiega loro che lavorava come mago in un circo e un giorno si perse con la sua mongolfiera, finendo per caso nel paese di Oz. Dopo aver persuaso gli amici di Dorothy di essere già in possesso di ciò che cercavano, si offre di riportare Dorothy nel Kansas con il suo pallone, ma per un inconveniente la bambina e il suo cane rimangono a terra. Dorothy ha perso ogni speranza di rivedere i suoi zii, quando riceve la visita di Glinda, la buona strega del Sud. Glinda le rivela che fin dal suo arrivo ad Oz ha sempre avuto il potere di ritornare nel Kansas, grazie alle scarpette magiche. Dorothy saluta i suoi amici, batte tre volte i tacchi delle scarpette e si ritrova insieme a Toto a casa dai suoi zii.

## Produzione
La pellicola venne realizzata nel 1981 e fu la prima opera d'animazione in cui Toho partecipò anche alla produzione. Essa si distingue per il character design dei personaggi, insolitamente occidentale per un anime. Infatti Topcraft all'epoca lavorava abitualmente su commissione per lo studio d'animazione americano Rankin/Bass. Il deisgn di Dorothy è dunque riciclato dall'episodio That Girl in Wonderland della serie The ABC Saturday Superstar Movie, anch'esso animato da Topcraft, in cui in una sequenza la protagonista si immagina nelle vesti di Dorothy. La doppiatrice Mari Okamoto aveva già doppiato il personaggio di Dorothy nel doppiaggio TBS del 1974 de Il mago di Oz del 1939. Lo sceneggiatore Akira Miyazaki parteciperà in seguito anche alla lavorazione dell'omonima serie del 1986. 
Rispetto alla più celebre versione MGM della storia, il film è particolarmente fedele nel seguire la trama del romanzo. La principale omissione dalla storia è il viaggio per arrivare da Glinda, ora poco più che un deus ex machina rispetto al film del 1939. Vengono però riprese dal classico con Judy Garland le magiche scarpette rosse, d'argento nel libro di Baum. È anche una delle poche trasposizioni nella quale sono presenti i Kalidah e in cui vengono rappresentate le varie forme sotto cui si presenta il mago a ciascuno dei protagonisti. 
Furono inoltre utilizzate come ispirazione le illustrazioni di John R. Neill, presenti nei successivi libri di Oz: per le case presenti nel regno di Oz, a forma di cupola e con due comignoli, e per l'aspetto di Glinda, somigliante alla principessa Ozma.

## Colonna sonora
La musica venne composta da Jō Hisaishi (futuro compositore di colonne sonore per lo Studio Ghibli) e Yuichiro Oda ed eseguita dalla Coulmbia Orchestra. Mentre i testi vennero scritti da Keisuke Yamakawa. Il singolo contenente le canzoni fu pubblicato dalla Nippon Columbia il 4 aprile 1981 (codice di catalogo CK-584).
- Dare ka watashi wo matte iru (だれか私を待っている, lett. "Qualcuno mi aspetta") (tema principale) cantata da: Mitsuko Horie
- Ichi tasu ichi wa nani (1＋1は何？, lett. "Quanto fa 1+1?") cantata da: Mitsuko Horie e i Koorogi '73

All'interno del film è inoltre presente un'altra canzone eseguita sempre da Mitsuko Horie di cui non si conosce il titolo, essendo rimasta inedita sui supporti musicali.

## Distribuzione
Sebbene fosse stato realizzato per una distribuzione cinematografica, il film venne distribuito in Giappone dalla Toho dal 1º luglio 1982 direttamente in VHS e in Betamax, e successivamente in TV su alcuni canali satellitari (CS). Ciononostante, fu comunque proiettato nei cinema in alcuni paesi come la Spagna e la Cecoslovacchia, o in America Latina.

### Date di uscita e titoli internazionali
- 1º luglio 1982 in Giappone (home video) (オズの魔法使い?, Ozu no Mahōtsukai)
- 10 settembre 1983 negli Stati Uniti (home video e prima TV) (The Wizard of Oz)
- 25 dicembre 1983 in Italia (prima TV) (Il mago di Oz)
- 1984 in Spagna (El mago de Oz)
- 6 maggio 1984 in Ungheria (prima TV) (Óz, a nagy varázsló)
- 1985 in Francia (home video) (Le Magicien d'Oz)
- gennaio 1985 in Cecoslovacchia (Čaroděj ze země Oz)
- ottobre 1992 in Brasile (home video) (Angélica e o Mágico de Oz)

### Edizione italiana
In Italia il film fu trasmesso in prima visione la mattina di Natale del 1983 su Italia 1. Il doppiaggio italiano fu a cura del Gruppo Trenta, mentre la direzione e i dialoghi vennero affidati a Luigi Borghese. Nel doppiaggio le scarpette rosse vengono definite d'argento, mentre il nome di Glinda è erroneamente pronunciato "Grinda". Le canzoni sono state lasciate in giapponese. In seguito il film è stato replicato più volte da Boing durante gli anni 2000.

### Edizione statunitense
Nel 1983 una versione in lingua inglese venne trasmessa in televisione e distribuita in home video negli Stati Uniti, doppiata da Aileen Quinn nel ruolo di Dorothy e Lorne Green in quello del Mago.

### Edizioni home video
Paramount Home Video distribuì il doppiaggio inglese del film in VHS, Betamax, Laserdisc, e CED nel 1983 e poi nuovamente in VHS nel 1991. 
Ad eccezione di un DVD polacco in lingua giapponese, il film non è mai stato rilasciato in questo formato in nessun altro paese.